# Listă de plante cu efect de curățare a sângelui

Aceasta este o listă de plante medicinale cu  benefic de curățare a sângelui:
- Brusture, rădăcină[1]
- Coada șoricelului
- Fumariță (Fumariae herba)
- Lipicoasă (Galii aparini herba)
- Nuc, frunze
- Păpădie
- Rocoină (Stellariae herba)
- Sânziene
- Urzică
- Ventrilică

## Avertisment
Utilizarea necorespunzătoare a plantelor cu efect de curățare a sângelui se poate dovedi a fi nu numai nefolositoare, dar și dăunătoare pentru organism. Aceste plante conțin nu doar substanțe nutritive și vitamine, ci și multe alte substanțe care, printr-o pregătire necorespunzătoare, se pot transforma în otravă.